# Mezzo (среда рабочего стола)
Mezzo — среда рабочего стола, созданная Райаном Куинном. Входит в состав операционной системы Symphony OS (англ.), соответствует разработанным Джейсоном Списаком «Законам проектирования интерфейсов», и позиционируется как новый путь в области представления данных пользователю. В Mezzo используется оконный менеджер FVWM.
Mezzo отвергает такие стандартные концепции как «рабочий стол — это папка» и системы вложенных меню, и взамен предлагает всю необходимую информацию пользователю напрямую через основной рабочий стол и 4 целевых рабочих стола для задач и файлов, связанных с системой, приложениями, файлами и мусорной корзиной. За счёт этого пытаются упростить рабочий стол.
Mezzo доступна только под Symphony OS, но некоторые ранние версии были доступны в виде .deb-пакетов для остальных дистрибутивов на основе Debian (Knoppix, Ubuntu и др.). Дизайн Mezzo повлиял на другие проекты, в особенности на среду рабочего стола Kuartet Desktop, которая основана на KDE с использованием Superkaramba и Python для рендеринга графического интерфейса с похожим дизайном.